# Separazione (Munch)
Separazione  è un'opera espressionista del norvegese Edvard Munch, dipinta nel 1896  ad olio su tela e conservata al Munchmuseet di Oslo.

## Descrizione
Scrisse Munch a proposito del quadro:
"In lei imprimo la morbida bellezza della limpida sera estiva - su di lei riverso lo splendore del sole che dilegua - sui suoi capelli - sul suo viso - sulla sua veste bianca - oro luccicante. La dispongo contro il mugghiante blu del mare - con le linee della spiaggia serpeggianti. - Questo è il modo in cui lei si allontana - lui ancora non comprende nulla, ma come nei sogni la sente scivolar via. - Lui resta in piedi tra i fiori rosso sangue - nelle nubi azzurro scuro della sera. - Non comprende esattamente che cosa accada - Ma anche quando lei è scomparsa avverte fino a che punto i fili sottili della sua chioma siano ancora allacciati al suo cuore - che sanguina - e brucia come una piaga insanabile."